# パイレーツ・オブ・アイランド
『パイレーツ・オブ・アイランド』（英: Pirates II: Stagnetti's Revenge）は、2008年のアメリカ合衆国のポルノ映画。2005年の『レジェンド・オブ・パイレーツ 海賊島の秘宝』の続編。

## キャスト
- ジュール：ジェシー・ジェーン
- エドワード：エヴァン・ストーン
- オリヴィア：ベラドンナ
- マリア：サーシャ・グレイ
- ベリーダンサー：ストーヤ
- カツニ
- ガブリエラ・フォックス
- ライリー・スティール
- シェイ・ジョーダン
- ジェナ・ヘイズ
- トミー・ガン
- スティーヴン・セント・クロワ